# Listă de nave Star Trek
- Listă de nave ale Federației

Navele Flotei stelare sunt de mai multe tipuri/clase:
- - Akira
  - Ambassador
  - Constellation
  - Constitution
  - Danube
  - Defiant
  - Excelsior
  - Galaxy, exemplu USS Enterprise (NCC-1701-D)
  - Intrepid, exemplu USS Voyager (NCC-74656)
  - Miranda
  - Nebula
  - New Orleans
  - Nova
  - NX (produse înainte de apariția Federației)
  - Oberth
  - Olympic
  - Prometheus
  - Saber
  - Sovereign
  - Steamrunner
  - Shuttlecraft / Navetă
- Listă de nave Borg
  - Cub Borg
  - Sondă Borg
  - Nava Reginei Borg
  - Sferă Borg
  - navă cercetaș Borg (Borg scout)
  - navă Rogue Borg

- Listă de nave Cardassiene
- Listă de nave Jem'Hadar
- Listă de nave Klingoniene
- Listă de nave Romulane
- Listă de nave Vulcaniene
- Listă de nave Xindi